# Lado Kvatania
Lado Rolandievitx Kvatania (en rus Ладо Роландиевич Кватания, Moscou, 22 de juny de 1987) és un director de cinema i guionista rus.

## Primers anys
Va néixer l'any 1987 a Moscou, on es van conèixer i van viure els seus pares. El pare d'en Lado és de Geòrgia, la seva mare és d'Ucraïna. Durant la seva infància va passar molt de temps amb familiars a Geòrgia.
Es va interessar pel cinema des de la primera infància, quan el seu gènere preferit era el terror. El 2009 es va graduar al departament d'actuació de l'Acadèmia Russa d'Arts Teatrals (GITIS) (taller d'AV Borodin), el 2013, al curs de guió de John Truby, i el 2014, al curs de guió de Paul Brown.

## Carrera
En la seva joventut va treballar a temps parcial com a carregador i venedor de cassets.
Del 2008 al 2011, va actuar com a actor en diverses pel·lícules, incloses sèries de televisió com Zolotie i Sled. Va obtenir un gran reconeixement com a director de cinema i realitzador de vídeos musicals. Ha rodat anuncis publicitaris per a marques com Adidas, Reebok, Yandex, PayPal, Google i Visa, i vídeos musicals per a Leningrad, Dolphin i  Oxxxymiron. Per a Husky, el director va rodar el vídeo "Judas" (sis mesos després de la seva publicació a Internet, se'n va prohibir la seva exhibició a la Federació Russa) i una sèrie d'altres treballs conjunts 
En col·laboració amb l'empresa Hype Productions, Kvatania va estrenar el seu llargmetratge debut, el thriller policial L'execució, que es va estrenar a Rússia el 21 d'abril de 2022. La pel·lícula va guanyar dos premis al festival de cinema Reims (França), que va obtenir una menció a l'opera prima al LIV Festival Internacional de Cinema Fantàstic de Catalunya.

## Vida personal
El 6 de setembre de 2022, es va casar amb la cantant Manija. El juliol de 2023 va néixer la filla Olivia.

## Filmografia

### Cinema
| 2022 | «L'execució» | Sí | Sí |

### Videoclips
| Any  | Artista                      | Nom             | Director | Guionista |
| ---- | ---------------------------- | --------------- | -------- | --------- |
| 2015 | Vladi                        | Разбуди район   | Sí       | Sí        |
| 2017 | Biting Elbows                | Love Song       | Sí       | Sí        |
| 2017 | Oxxxymiron и Markul          | Fata Morgana    | Sí       | Sí        |
| 2018 | Husky                        | Иуда            | Sí       | Sí        |
| 2018 | Delfin                       | 387             | Sí       | Sí        |
| 2018 | Leningrad                    | Золото          | Sí       | Sí        |
| 2019 | Manija                       | Мама            | Sí       | Sí        |
| 2019 | Noize MC                     | Почитай старших | Sí       | Sí        |
| 2019 | Maslo chornogo tmina i Husky | Убей меня       | Sí       | Sí        |
| 2019 | Maslo chornogo tmina         | Без названия    | Sí       | Sí        |
| 2021 | Husky                        | Реванш          | Sí       | Sí        |
| 2022 | Мonetotxka                   | Гори            | Sí       | Sí        |
| 2023 | Mgzavrebi                    | Waltz           | Sí       | Sí        |
| 2024 | Manija                       | Gun             | Sí       | Sí        |